# Saddle Hill (Nevis)
Saddle Hill ist ein vulkanischer Dom im Süden der Insel Nevis im karibischen Inselstaat St Kitts und Nevis.

## Geographie
Der Hügel ist zusammen mit Red Cliff das südlichste der sieben eruptiven Zentren von Nevis. Er liegt im Parish Saint George Gingerland an der Grenze zu Saint John Figtree.
Der Schichtvulkan besteht aus Dazit und weist ein Alter von etwa 1,8 Mio. Jahren auf.